# White Hills Brook (Muddy Bay Brook)
White Hills Brook is een 8 km lange rivier die zich in het oosten van het Canadese schiereiland Labrador bevindt. 

## Verloop
De rivier vindt zijn oorsprong in een naamloos meer (0,43 km²) aan de noordrand van de White Hills, een laaggebergte in Oost-Labrador. De rivier begint op 110 meter hoogte aan het westelijke uiteinde van dat meer, bij de naar de top van het gebergte leidende White Hills Road.
Na 1,3 km in westelijke richting te stromen, mondt White Hills Brook uit in een groot naamloos meer (1,15 km²). Ruim 2 km verder westwaarts stroomt de rivier opnieuw uit dat meer om 750 meter verder westwaarts in een klein derde meertje (0,25 km²) uit te monden. Aan de westzijde van dat meer, 700 meter verder, verlaat White Hills Brook ook dat derde meer.
De rivier stroomt vanaf daar 3 km onafgebroken in westelijke richting om uiteindelijk op een hoogte van 45 meter boven de zeespiegel definitief uit te monden in Muddy Bay Brook.